# Leonid Ostrovskiy
Leonid Alfonsovitch Ostrovskiy (russe : Леони́д Альфо́нсович Остро́вский) (né le 17 janvier 1936 à Riga en Lettonie, et mort le 17 avril 2001 à Kiev en Ukraine) est un joueur de football international soviétique (juif letton), qui évoluait au poste de défenseur, avant de devenir ensuite entraîneur.

## Biographie

### Carrière de joueur

#### Carrière en club
Il remporte un titre de champion d'URSS avec le Torpedo Moscou, et trois avec le Dynamo Kiev.
Il joue un match en Coup d'Europe des clubs champions lors de l'année 1967. 

#### Carrière en sélection
Avec l'équipe d'URSS, il joue neuf matchs (pour aucun but inscrit) entre 1961 et 1966. 
Il joue son premier match en équipe nationale le 18 novembre 1961 contre l'Argentine et son dernier le 20 juillet 1966 contre le Chili.
Il figure dans le groupe des sélectionnés lors des Coupes du monde de 1958, de 1962 et enfin de 1966. Il ne joue aucun match lors du mondial 1958. Lors du mondial 1962 organisé au Chili, il joue quatre matchs : contre la Yougoslavie, la Colombie, l'Uruguay, et enfin contre le pays organisateur. L'URSS atteint les quarts de finale de cette compétition. Lors du mondial 1966 organisé en Angleterre, il joue deux matchs : face à la Corée du Nord, et à nouveau face au Chili.

## Statistiques
| Saison                | Club                  | Championnat           | Championnat | Championnat | Coupe(s) nationale(s) | Coupe(s) nationale(s) | Compétition(s) continentale(s) | Compétition(s) continentale(s) | Compétition(s) continentale(s) | Total | Total |
| Saison                | Club                  | Division              | M.          | B.          | M.                    | B.                    | Comp.                          | M.                             | B.                             | M.    | B.    |
| 1954                  | Daugava Riga          | D2                    | 22          | 0           | 2                     | 0                     | -                              | -                              | -                              | 24    | 0     |
| 1955                  | Daugava Riga          | D2                    | 29          | 0           | 1                     | 0                     | -                              | -                              | -                              | 30    | 0     |
| 1956                  | Daugava Riga          | D2                    | 5           | 0           | -                     | -                     | -                              | -                              | -                              | 5     | 0     |
| Sous-total            | Sous-total            | Sous-total            | 56          | 0           | 3                     | 0                     | -                              | -                              | -                              | 59    | 0     |
| 1956                  | Torpedo Moscou        | D1                    | 7           | 0           | -                     | -                     | -                              | -                              | -                              | 7     | 0     |
| 1957                  | Torpedo Moscou        | D1                    | 22          | 0           | 4                     | 0                     | -                              | -                              | -                              | 26    | 0     |
| 1958                  | Torpedo Moscou        | D1                    | 16          | 0           | 4                     | 0                     | -                              | -                              | -                              | 20    | 0     |
| 1959                  | Torpedo Moscou        | D1                    | 22          | 0           | 1                     | 0                     | -                              | -                              | -                              | 23    | 0     |
| 1960                  | Torpedo Moscou        | D1                    | 29          | 0           | 3                     | 0                     | -                              | -                              | -                              | 32    | 0     |
| 1961                  | Torpedo Moscou        | D1                    | 28          | 0           | 6                     | 0                     | -                              | -                              | -                              | 34    | 0     |
| 1962                  | Torpedo Moscou        | D1                    | 20          | 0           | 2                     | 0                     | -                              | -                              | -                              | 22    | 0     |
| Sous-total            | Sous-total            | Sous-total            | 144         | 0           | 20                    | 0                     | -                              | -                              | -                              | 164   | 0     |
| 1963                  | Dynamo Kiev           | D1                    | 21          | 0           | -                     | -                     | -                              | -                              | -                              | 21    | 0     |
| 1964                  | Dynamo Kiev           | D1                    | 29          | 0           | 6                     | 0                     | -                              | -                              | -                              | 35    | 0     |
| 1965                  | Dynamo Kiev           | D1                    | 32          | 0           | 1                     | 0                     | C2                             | 4                              | 0                              | 37    | 0     |
| 1966                  | Dynamo Kiev           | D1                    | 26          | 0           | 3                     | 0                     | C2                             | 1                              | 0                              | 30    | 0     |
| 1967                  | Dynamo Kiev           | D1                    | 21          | 1           | 2                     | 0                     | C1                             | 1                              | 0                              | 24    | 1     |
| 1968                  | Dynamo Kiev           | D1                    | 6           | 0           | -                     | -                     | -                              | -                              | -                              | 6     | 0     |
| Sous-total            | Sous-total            | Sous-total            | 135         | 1           | 12                    | 0                     | -                              | 6                              | 0                              | 153   | 1     |
| Total sur la carrière | Total sur la carrière | Total sur la carrière | 335         | 1           | 35                    | 0                     | -                              | 6                              | 0                              | 376   | 1     |

## Palmarès
| Torpedo Moscou - Championnat d'Union soviétique (1) : - Champion : 1960. - Coupe d'Union soviétique (1) : - Vainqueur : 1960. - Finaliste : 1958 et 1961. |  | Dynamo Kiev - Championnat d'Union soviétique (3) : - Champion : 1966, 1967 et 1968. - Vice-champion : 1965. - Coupe d'Union soviétique (2) : - Vainqueur : 1964 et 1966. |